# Virialni izrek
Viriálni izrèk v mehaniki predpisuje splošno enačbo, ki povezuje časovno povprečje skupne kinetične energije {\displaystyle \left\langle T\right\rangle } stabilnega sistema z N delci, omejenimi s potencialnimi silami, s skupno potencialno energijo {\displaystyle \left\langle V_{\text{S}}\right\rangle }, kjer lomljeni oklepaji predstavljajo časovno povprečje dane količine. Matematično izrek pravi:
{\displaystyle \left\langle T\right\rangle =-{\frac {1}{2}}\,\sum _{k=1}^{N}\left\langle \mathbf {F} _{k}\cdot \mathbf {r} _{k}\right\rangle \!\,,}
kjer je Fk sila na k-ti delec z vektorjem lege rk. Beseda virialen za desno stran enačbe izhaja iz besede vis, latinske besede za silo ali energijo. Njeno tehniško definicijo je podal Rudolf Clausius leta 1870.
Pomen virialnega izreka je v tem, da omogoča izračun povprečne skupne kinetične energije tudi za zelo zapletene sisteme, ki kljubujejo eksaktni rešitvi, na primer za sisteme v statistični mehaniki. Ta povprečna skupna kinetična energija je povezane s temperaturo sistema z ekviparticijskim izrekom. Vendar virialni izrek ni odvisen od pojma temperature in velja tudi za sisteme, ki niso v toplotnem ravnovesju. Virialni izrek so posplošili na različne načine, najbolj pa je znana tenzorska oblika.
Če sila dveh poljubnih delcev izvira iz potencialne energije V(r) = αr n, ki je sorazmerna z neko potenco n srednje razdalje med delcema r, ima virialni izrek preprostejšo obliko:
{\displaystyle 2\langle T\rangle =n\langle V_{\text{S}}\rangle \!\,.}
Dvakratna povprečna skupna kinetična energija {\displaystyle \left\langle T\right\rangle } je tako enaka n-kratniku povprečne skupne potencialne energije {\displaystyle \left\langle V_{\text{S}}\right\rangle }. V(r) predstavlja potencialno energijo med dvema delcema, VS pa predstavlja skupno potencialno energijo sistema, to je vsoto potencialne energije V(r) čez vse pare delcev v sistemu. Splošni zgled za takšen sistem je zvezda, ki jo v ravnovesju ohranja njena gravitacija, pri čemer je n enak −1.
Čeprav je virialni izrek odvisen od povprečenja skupne kinetične in potencialne energije, tukajšnja predstavitev zanemarja povprečenje do zadnjega koraka.

## Zgodovina
Clausius je leta 1870 Zvezi za naravoslovje in medicinske znanosti Spodnjega Rena po dvajsetletnem raziskovanju v termodinamiki podal predavanje O mehanskem izreku uporabnem za toploto (Über einen auf die Wärme anwendbaren mechanischen Satz). V predavanju je navedel, da je srednja živa sila sistema enaka njegovemu virialu, oziroma, da je povprečna kinetična energija enaka 1/2 povprečne potencialne energije. Virialni izrek se lahko izpelje neposredno iz Lagrangeeve enakosti, kakor se uporablja v klasični gravitacijski dinamiki, izvirni obliki, vključeni v Lagrangeev Esej o problemu treh teles, objavljenem leta 1772. Jacobijeva posplošitev enakosti na n teles in sedanjo obliko je zelo podobna klasičnemu virialnemu izreku. Vendar so bile interpretacije, ki so vodile do razvoja enačb, zelo različne, saj statistična dinamika tedaj še ni poenotila ločene raziskave termodinamike in klasične dinemike. Izrek so kasneje rabili, popularizirali, posplošili in naprej razvili James Clerk Maxwell, lord Rayleigh, Henri Poincaré, Subrahmanyan Chandrasekhar, Enrico Fermi, Paul Ledoux in Eugene Newman Parker. Fritz Zwicky je prvi uporabil virialni izrek pri izvajanju obstoja nevidne snovi, sedaj imenovane temna energija. Virialni izrek poleg mnogih drugih uporab nastopa tudi pri izpeljavi Chandrasekharjeve meje za stabilnost belih pritlikavk.

## Definicija in izpeljava
Za N točkastih delcev je skalarni vztrajnostni moment J okrog koordinatnega izhodišča enak:
{\displaystyle J=\sum _{k=1}^{N}m_{k}|\mathbf {r} _{k}|^{2}=\sum _{k=1}^{N}m_{k}r_{k}^{2}\!\,,}
kjer sta mk in rk masa in lega k-tega delca. rk=|rk| je velikost krajevnega vektorja. Skalar G je določen kot:
{\displaystyle G=\sum _{k=1}^{N}\mathbf {p} _{k}\cdot \mathbf {r} _{k}\!\,,}
kjer je pk vektor gibalne količine k-tega delca. Če se predpostavi, da je masa konstantna, je G enak polovici časovnega odvoda tega vztrajnostnega momenta:
{\displaystyle {\frac {1}{2}}{\frac {\mathrm {d} J}{\mathrm {d} t}}={\frac {1}{2}}{\frac {\mathrm {d} }{\mathrm {d} t}}\sum _{k=1}^{N}m_{k}\,\mathbf {r} _{k}\cdot \mathbf {r} _{k}=\sum _{k=1}^{N}m_{k}\,{\frac {\mathrm {d} \mathbf {r} _{k}}{\mathrm {d} t}}\cdot \mathbf {r} _{k}=\sum _{k=1}^{N}\mathbf {p} _{k}\cdot \mathbf {r} _{k}=G\!\,.}
Po vrsti se lahko časovni odvod G zapiše kot:
{\displaystyle {\begin{aligned}{\frac {\mathrm {d} G}{\mathrm {d} t}}&=\sum _{k=1}^{N}\mathbf {p} _{k}\cdot {\frac {\mathrm {d} \mathbf {r} _{k}}{\mathrm {d} t}}+\sum _{k=1}^{N}{\frac {\mathrm {d} \mathbf {p} _{k}}{\mathrm {d} t}}\cdot \mathbf {r} _{k}\\&=\sum _{k=1}^{N}m_{k}{\frac {\mathrm {d} \mathbf {r} _{k}}{\mathrm {d} t}}\cdot {\frac {\mathrm {d} \mathbf {r} _{k}}{\mathrm {d} t}}+\sum _{k=1}^{N}\mathbf {F} _{k}\cdot \mathbf {r} _{k}\\&=2T+\sum _{k=1}^{N}\mathbf {F} _{k}\cdot \mathbf {r} _{k}\!\,,\end{aligned}}}
kjer je mk masa k-tega delca, {\displaystyle \mathbf {F} _{k}={\frac {d\mathbf {p} _{k}}{dt}}} zunanja sila na ta delec in T skupna kinetična energija sistema:
{\displaystyle T={\frac {1}{2}}\sum _{k=1}^{N}m_{k}v_{k}^{2}={\frac {1}{2}}\sum _{k=1}^{N}m_{k}{\frac {\mathrm {d} \mathbf {r} _{k}}{\mathrm {d} t}}\cdot {\frac {\mathrm {d} \mathbf {r} _{k}}{\mathrm {d} t}}\!\,.}

### Povezava s potencialno energijo med delci
Skupna sila {\displaystyle \mathbf {F} _{k}} na k-ti delec je vsota vseh sil od drugih delcev j v sistemu:
{\displaystyle \mathbf {F} _{k}=\sum _{j=1}^{N}\mathbf {F} _{jk}\!\,,}
kjer je {\displaystyle \mathbf {F} _{jk}} sila, s katero deluje j-ti delec na k-ti delec. Tako se lahko virialni izrek zapiše kot:
{\displaystyle -{\frac {1}{2}}\,\sum _{k=1}^{N}\mathbf {F} _{k}\cdot \mathbf {r} _{k}=-{\frac {1}{2}}\,\sum _{k=1}^{N}\sum _{j=1}^{N}\mathbf {F} _{jk}\cdot \mathbf {r} _{k}\!\,.}
Ker noben delec ne deluje nase (kar pomeni, da je {\displaystyle \mathbf {F} _{jk}=0}, pri {\displaystyle j=k}), velja:
{\displaystyle \sum _{k=1}^{N}\mathbf {F} _{k}\cdot \mathbf {r} _{k}=\sum _{k=1}^{N}\sum _{j<k}\mathbf {F} _{jk}\cdot \mathbf {r} _{k}+\sum _{k=1}^{N}\sum _{j>k}\mathbf {F} _{jk}\cdot \mathbf {r} _{k}=\sum _{k=1}^{N}\sum _{j<k}\mathbf {F} _{jk}\cdot \left(\mathbf {r} _{k}-\mathbf {r} _{j}\right)\!\,,}
pri čemer se privzame, da tretji Newtonov zakon velja, oziroma, da velja  {\displaystyle \mathbf {F} _{jk}=-\mathbf {F} _{kj}} (enaka in nasprotna reakcija).
Velikokrat se zgodi, da se lahko sile izvedejo iz potencialne energije V, ki je le funkcija razdalje rjk med točkastima delcema j in k. Ker je sila negativni gradient potencialne energije, je v tem primeru:
{\displaystyle \mathbf {F} _{jk}=-\nabla _{\mathbf {r} _{k}}V=-{\frac {\mathrm {d} V}{\mathrm {d} r}}\left({\frac {\mathbf {r} _{k}-\mathbf {r} _{j}}{r_{jk}}}\right)\!\,,}
kar je očitno enako in nasprotno {\displaystyle \mathbf {F} _{kj}=-\nabla _{\mathbf {r} _{j}}V}, sila, s katero deluje {\displaystyle k}-ti delec na j-ti delec, kot se potrdi z eksplicitnim računom. Zato je:
{\displaystyle \sum _{k=1}^{N}\mathbf {F} _{k}\cdot \mathbf {r} _{k}=\sum _{k=1}^{N}\sum _{j<k}\mathbf {F} _{jk}\cdot \left(\mathbf {r} _{k}-\mathbf {r} _{j}\right)=-\sum _{k=1}^{N}\sum _{j<k}{\frac {\mathrm {d} V}{\mathrm {d} r}}{\frac {|\mathbf {r} _{k}-\mathbf {r} _{j}|^{2}}{r_{jk}}}=-\sum _{k=1}^{N}\sum _{j<k}{\frac {\mathrm {d} V}{\mathrm {d} r}}r_{jk}\!\,.}
S tem je:
{\displaystyle {\frac {\mathrm {d} G}{\mathrm {d} t}}=2T+\sum _{k=1}^{N}\mathbf {F} _{k}\cdot \mathbf {r} _{k}=2T-\sum _{k=1}^{N}\sum _{j<k}{\frac {\mathrm {d} V}{\mathrm {d} r}}r_{jk}\!\ .}

### Posebni primer za sile potenčnega zakona
V splošnem posebnem primeru je potencialna energija V med dvema delcema sorazmerna s potenco n njune medsebojne razdalje r:
{\displaystyle V(r_{jk})=\alpha r_{jk}^{n}\!\,,}
kje sta α in eksponent n konstanti. V takšnih primerih ima virialni izrek obliko:
{\displaystyle -{\frac {1}{2}}\,\sum _{k=1}^{N}\mathbf {F} _{k}\cdot \mathbf {r} _{k}={\frac {1}{2}}\,\sum _{k=1}^{N}\sum _{j<k}{\frac {\mathrm {d} V}{\mathrm {d} r}}r_{jk}={\frac {1}{2}}\,\sum _{k=1}^{N}\sum _{j<k}nV(r_{jk})={\frac {n}{2}}\,V_{\text{S}}\!\,,}
kjer je VS skupna potencialna energija sistema:
{\displaystyle V_{\text{S}}=\sum _{k=1}^{N}\sum _{j<k}V(r_{jk})\!\,.}
Tako je:
{\displaystyle {\frac {\mathrm {d} G}{\mathrm {d} t}}=2T+\sum _{k=1}^{N}\mathbf {F} _{k}\cdot \mathbf {r} _{k}=2T-nV_{\text{S}}\!\,.}
Za gravitacijske sisteme je eksponent n enak −1, kar da Lagraneevo enakost:
{\displaystyle {\frac {\mathrm {d} G}{\mathrm {d} t}}={\frac {1}{2}}{\frac {\mathrm {d} ^{2}J}{\mathrm {d} t^{2}}}=2T+V_{\text{S}}\!\,.}
To je izpeljal Lagrange in razširil Jacobi.

### Časovno povprečenje
Povprečje tega odvoda po času τ je določeno kot:
{\displaystyle \left\langle {\frac {\mathrm {d} G}{\mathrm {d} t}}\right\rangle _{\tau }={\frac {1}{\tau }}\int _{0}^{\tau }{\frac {\mathrm {d} G}{\mathrm {d} t}}\,\mathrm {d} t={\frac {1}{\tau }}\int _{G(0)}^{G(\tau )}\,\mathrm {d} G={\frac {G(\tau )-G(0)}{\tau }}\!\,,}
od koder izhaja točna enačba:
{\displaystyle \left\langle {\frac {\mathrm {d} G}{\mathrm {d} t}}\right\rangle _{\tau }=2\left\langle T\right\rangle _{\tau }+\sum _{k=1}^{N}\left\langle \mathbf {F} _{k}\cdot \mathbf {r} _{k}\right\rangle _{\tau }\!\,.}
Virialni izrek pravi, da če je {\displaystyle \left\langle {\mathrm {d} G}/{\mathrm {d} t}\right\rangle _{\tau }=0}, potem velja:
{\displaystyle 2\left\langle T\right\rangle _{\tau }=-\sum _{k=1}^{N}\left\langle \mathbf {F} _{k}\cdot \mathbf {r} _{k}\right\rangle _{\tau }\!\,.}
Obstaja več razlogov zakaj se lahko povprečje časovnega odvoda izniči, oziroma da je {\displaystyle \left\langle {\mathrm {d} G}/{\mathrm {d} t}\right\rangle _{\tau }=0}. Eden od velikokrat navajanih razlogov se nanaša na stabilne omejene sisteme, sisteme, ki se držijo skupaj za vedno in katerih parametri so končni. V tem primeru imajo hitrosti in koordinate delcev sistema zgornje in spodnje meje, tako da je GM omejen med dvema ekstremoma Gmin in Gmax, povprečje pa gre proti nič v limiti zelo dolgih časov τ:
{\displaystyle \lim _{\tau \rightarrow \infty }\left|\left\langle {\frac {\mathrm {d} G^{\mathrm {M} }}{\mathrm {d} t}}\right\rangle _{\tau }\right|=\lim _{\tau \rightarrow \infty }\left|{\frac {G(\tau )-G(0)}{\tau }}\right|\leq \lim _{\tau \rightarrow \infty }{\frac {G_{\max }-G_{\min }}{\tau }}=0\!\,.}
Četudi je povprečje časovnega odvoda G samo približno enako nič, virialni izrek velja do enake mere približka.
Za sile potenčnih zakonov z eksponentom n velja splošna enačba:
{\displaystyle \langle T\rangle _{\tau }=-{\frac {1}{2}}\sum _{k=1}^{N}\langle \mathbf {F} _{k}\cdot \mathbf {r} _{k}\rangle _{\tau }={\frac {n}{2}}\langle V_{\text{S}}\rangle _{\tau }\!\,.}
Za gravitacijo je n enak −1, povprečna kinetična energija pa je enaka polovici povprečne negativne potencialne energije:
{\displaystyle \langle T\rangle _{\tau }=-{\frac {1}{2}}\langle V_{\text{S}}\rangle _{\tau }\!\,.}
Ta splošni rezultat je uporaben za zapletene gravitacijske sisteme kot so na primer planetni sestavi ali galaksije.
Preprosta uporaba virialnega izreka pride v poštev pri jatah galaksij. Če je v območju nenavadno veliko galaksij, se lahko privzame, da so skupaj že dolgo časa in virialni izrek se lahko uporabi. Meritve Dopplerjevega pojava dajo spodnje meje za njihove relativne hitrosti, virialni izrek pa da spodnjo mejo za skupno maso jate, vključno z morebitno temno snovjo.
Povprečenje ni nujno obravnavati časovno. Lahko se obravnava tudi povprečje ansambla z enakovrednimi rezultati.

## V kvantni mehaniki
Čeprav je bil virialni izrek izvirno izpeljan za klasično mehaniko, velja tudi za kvantno mehaniko, kot je prvi pokazal Fok.
Če se izračuna komutator Hamiltonove funkcije {\displaystyle H=V(\{X_{i}\})+\sum _{n}P_{n}^{2}/2m} in produkt {\displaystyle X_{n}P_{n}} operatorja lege {\displaystyle X_{n}} in operatorja gibalne količine {\displaystyle P_{n}=-i\hbar \mathrm {d} /\mathrm {d} X_{n}} {\displaystyle n}-tega delca:
{\displaystyle [H,X_{n}P_{n}]=X_{n}[H,P_{n}]+[H,X_{n}]P_{n}=i\hbar X_{n}{\frac {\mathrm {d} V}{\mathrm {d} X_{n}}}-i\hbar {\frac {P_{n}^{2}}{m}}\!\,,}
in sešteje vsoto za vse delce, je za {\displaystyle Q=\sum _{n}X_{n}P_{n}} komutator:
{\displaystyle {\frac {i}{\hbar }}[H,Q]=2T-\sum _{n}X_{n}{\frac {\mathrm {d} V}{\mathrm {d} X_{n}}}\!\,}
s kinetično energijo {\displaystyle T=\sum _{n}P_{n}^{2}/2m}. Leva stran enačbe je enaka {\displaystyle -\mathrm {d} Q/\mathrm {d} t}, glede na Heisenbergovo enačbo gibanja. Vrednost verjetnosti {\displaystyle \langle \mathrm {d} Q/\mathrm {d} t\rangle } tega časovnega odvoda se v stacionarnem stanju izniči in odtod izhaja kvantni virialni izrek:
{\displaystyle 2\langle T\rangle =\sum _{n}\langle X_{n}{\frac {\mathrm {d} V}{\mathrm {d} X_{n}}}\rangle \!\,.}

## V posebni teoriji relativnosti
Za posamezen delec v posebni teoriji relativnosti ne velja {\displaystyle T={\frac {1}{2}}\mathbf {p} \cdot \mathbf {v} }. Namesto tega velja {\displaystyle T=(\gamma -1)mc^{2}\,} in:
{\displaystyle {\begin{aligned}{\frac {1}{2}}\mathbf {p} \cdot \mathbf {v} &={\frac {1}{2}}{\vec {\beta }}\gamma mc\cdot {\vec {\beta }}c={\frac {1}{2}}\gamma \beta ^{2}mc^{2}=\left({\frac {\gamma \beta ^{2}}{2(\gamma -1)}}\right)T\!\,.\end{aligned}}}
Zadnji izraz se lahko poenostavi v {\displaystyle \left({\frac {1+{\sqrt {1-\beta ^{2}}}}{2}}\right)T} ali v  {\displaystyle \left({\frac {\gamma +1}{2\gamma }}\right)T}.
Tako pod pogoji, opisanimi v predhodnih razdelkih (vključno s tretjim Newtonovim zakonom gibanja {\displaystyle \mathbf {F} _{jk}=-\mathbf {F} _{kj}}, navkljub relativnosti), je časovno povprečje za {\displaystyle N} delcev s potencialom potenčnega zakona enako:
{\displaystyle {\frac {n}{2}}\langle V_{\mathrm {S} }\rangle _{\tau }=\left\langle \sum _{k=1}^{N}\left({\frac {1+{\sqrt {1-\beta _{k}^{2}}}}{2}}\right)T_{k}\right\rangle _{\tau }=\left\langle \sum _{k=1}^{N}\left({\frac {\gamma _{k}+1}{2\gamma _{k}}}\right)T_{k}\right\rangle _{\tau }\!\,.}
Še posebej razmerje kinetične in potencialne energije ni več stalno, ampak nujno pade v interval:
{\displaystyle {\frac {2\langle T_{\mathrm {S} }\rangle }{n\langle V_{\mathrm {S} }\rangle }}\in \left[1,2\right]\!\,,}
kjer bolj relativistični sistemi kažejo večja razmerja.

## Posplošitve
Lord Rayleigh je objavil posplošitev virialnega izreka leta 1903. Henri Poincaré je uporabil obliko virialnega izreka leta 1911 pri problemu določanja kozmološke stabilnosti. Variacijsko obliko virialnega izreka je leta 1945 razvil Ledoux. Tenzorsko obliko virialnega izreka so razvili Parker, Chandrasekhar in Fermi. Pollard je leta 1964 razvil naslednjo posplošitev virialnega izreka za primer obratnega kvadratnega zakona: trditev {\displaystyle 2\lim \limits _{\tau \rightarrow +\infty }\langle T\rangle _{\tau }=\lim \limits _{\tau \rightarrow +\infty }\langle U\rangle _{\tau }} je pravilna, če in samo če je {\displaystyle \lim \limits _{\tau \rightarrow +\infty }{\tau }^{-2}J(\tau )=0\,}. Drugače je treba dodati mejni člen, kot v sklicu.

## Vključitev elektromagnetnih polj
Virialni izrek se lahko na električna in magnetna polja. Rezultat je:
{\displaystyle {\frac {1}{2}}{\frac {\mathrm {d} ^{2}J}{\mathrm {d} t^{2}}}+\int _{V}x_{k}{\frac {\partial G_{k}}{\partial t}}\,\mathrm {d} ^{3}r=2(T+U)+W^{E}+W^{M}-\int x_{k}(p_{ik}+T_{ik})\,\mathrm {d} S_{i}\!\,,}
kjer je J vztrajnostni moment, G momentna gostota elektromagnetnega polja, T kinetična energija »tekočine«, U naključna »toplotna« energija delcev, WE in WM električna in magnetna energija v obravnavani prostornini. pik je tenzor tekočinskega tlaka izražen v krajevnem gibajočem se koordinatnem sistemu:
{\displaystyle p_{ik}=\Sigma n^{\sigma }m^{\sigma }\langle v_{i}v_{k}\rangle ^{\sigma }-V_{i}V_{k}\Sigma m^{\sigma }n^{\sigma }\!\,,}
Tik pa je elektromagnetni napetostni tenzor:
{\displaystyle T_{ik}=\left({\frac {\varepsilon _{0}E^{2}}{2}}+{\frac {B^{2}}{2\mu _{0}}}\right)\delta _{ik}-\left(\varepsilon _{0}E_{i}E_{k}+{\frac {B_{i}B_{k}}{\mu _{0}}}\right)\!\,.}
Plazmoid je končna povezana struktura magnetnih polj in plazme. Z virialnim izrekom se lahko vidi, da se bo vsaka takšna struktura širila, če jo ne bodo zadrževale zunanje sile. V končni razporeditvi brez sten na katere deluje tlak ali magnetnih tuljav bo ploskovni integral enak nič. Ker so vsi členi na desni strani pozitivni, bo pozitiven tudi pospešek vztrajnostnega momenta. Preprosto je določiti tudi čas širjenja τ. Če je skupna masa M omejena znotraj polmera R, je vztrajnostni moment približno enak MR2, leva stran virialnega izreka pa je enaka MR2/τ2. Vsota členov na desni je približno pR3, kjer je p tlak plazme ali magnetni tlak, odvisno od tega kateri je večji. Če se člena izenačita in se razreši po τ, velja:
{\displaystyle \tau \,\sim R/c_{s}\!\,,}
kjer je cs hitrost ionskega zvočnega valovanja (ali Alfvénovih valov, če je magnetni tlak večji od plazemskega tlaku). Tako je stopnja življenjske dobe plazmoida enaka stopnji prehodnega časa zvočnih (ali Alfvénovih) valov.

## V astrofiziki
Virialni izrek se pogosto rabi v astrofiziki, še posebej v povezavi gravitacijske potencialne energije sistema z njegovo kinetično ali toplotno energijo. Nekatere virialne zveze so:
{\displaystyle {\frac {3}{5}}{\frac {\kappa m}{R}}={\frac {3}{2}}{\frac {k_{\mathrm {B} }T}{m_{p}}}={\frac {1}{2}}v^{2}\!\,,}
za maso {\displaystyle m}, polmer {\displaystyle R}, hitrost {\displaystyle v} in temperaturo {\displaystyle T}. Konstante so: gravitacijska konstanta {\displaystyle \kappa \,}, Boltzmannova konstanta {\displaystyle k_{\mathrm {B} }\,} in masa protona {\displaystyle m_{p}}. Te zveze so le približne, velikokrat se tudi vodeče številske faktorje (npr. 3/5 ali 1/2) v celoti zanemari.

### Galaksije in kozmologija (virialna masa in polmer)
V astronomiji se masa galaksij (ali splošna pregostota) velikokrat definira s pojmom »virialnega polmera« ali »virialne mase«. Ker so lahko galaksije in pregostote v zveznih tekočinah zelo razširjene (celo do neskončnosti v nekaterih modelih, npr. izotermalna sfera), je težko določiti specifične, končne mere za njihovo maso in velikost. Virialni izrek in sorodni pojmi omogočajo velikokrat primerne načine za določitev teh značilnosti.
V galaktični dinamiki je masa galaksije velikokrat določena z merjenjem vrtilne hitrosti njenega plina in zvezd, pri čemer se predpostavijo krožne keplerske tirnice. S pomočjo virialnega izreka se lahko uporabi disperzijska hitrost {\displaystyle \sigma } na podoben način. Če se vzame kinetična energija (na delec) sistema kot {\displaystyle T=(1/2)v^{2}\sim (3/2)\sigma ^{2}} in potencialna energija (na delec) kot U ~ (3/5)(κm/R), se lahko zapiše:
{\displaystyle {\frac {\kappa m}{R}}\approx \sigma ^{2}\!\,,}
kjer je {\displaystyle R} polmer na katerem se meri disperzija hitrosti, {\displaystyle m} pa je masa znotraj tega polmera. Virialna masa in polmer sta v splošnem določena za polmer pri katerem je disperzija hitrosti največja, oziroma:
{\displaystyle {\frac {\kappa m_{\text{vir}}}{R_{\text{vir}}}}\approx \sigma _{\max }^{2}\!\,.}
Ker se je naredilo več približkov se poleg približne narave teh definicij velikokrat zanemarijo sorazmernostne konstante reda ali enote, kot v zgornjih enačbah. Te zveze so zato točne le v smislu reda velikosti ali, če se rabijo dosledno zase.
Alternativna definicija virialne mase in polmera se večkrat rabi v kozmologiji pri obravnavanju polmera sfere, ki zaobjema galaksijo ali jato galaksij, in znotraj katere velja virialno ravnovesje. Ker je polmer težko določiti z opazovanji, se velikokrat vzame približek polmera znotraj katerega je povprečna gostota večja za določen faktor od kritične gostote {\displaystyle \rho _{\text{krit}}={\frac {3H^{2}}{8\pi \kappa }}}, kjer je {\displaystyle H} Hubblov parameter. Običajna (čeprav večinoma poljubna) izbira za faktor je 200, za katerega je virialni polmer približno enak {\displaystyle r_{\text{vir}}\approx r_{200}=r(\rho =200\cdot \rho _{\text{krit}})}. Virialna masa je potem določena kot {\displaystyle m_{\text{vir}}\approx m_{200}=(4/3)\pi r_{200}^{3}\,200\rho _{\text{krit}}}.